# Дегидроэпиандростерон-сульфат

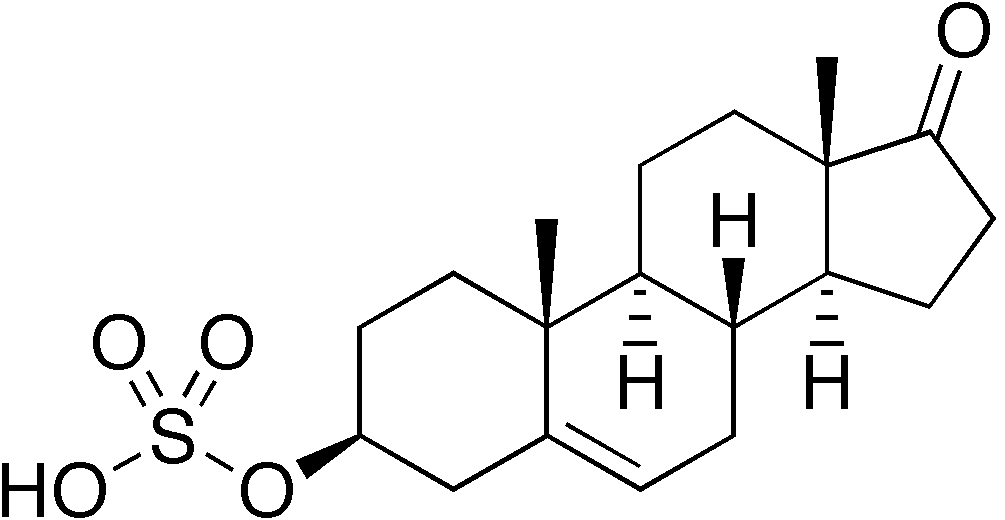

Дегидроэпиандростерон-сульфат (DHEAS, ДЭАС) — метаболит дегидроэпиандростерона (DHEA).
DHEAS производится из DHEA добавлением сульфатной группы при участии ферментов-сульфотрансфераз SULT1A1 и SULT1E1, также преобразующих эстрон в эстрон-сульфат. В сетчатой зоне коры надпочечников DHEAS образуется при участии SULT2A1, предположительно эта область надпочечников является самым обильным источником DHEAS в организме. Обратное превращение DHEAS в DHEA происходит с помощью стероидной сульфатазы. С возрастом производство DHEAS в организме снижается.
Поскольку DHEAS производится в мозге и предположительно влияет на ГАМК-рецепторы, он причисляется к нейростероидам. В тестах на память у грызунов отмечается положительное действие DHEAS и, если первоначально было неясно, действует ли так именно DHEAS либо же образуемый из него DHEA, появление STS-ингибиторов позволило установить, что именно сульфированная форма стероида ответственна за этот эффект.